# Petah Tiqwa
Petah Tiqwa (Petah-Tikva, Petach Tikvah; hebraisk: פתח תקווה, "Håbets port") er i dag en forstad til Tel Aviv i Israel beliggende i det midtisraelske urbane område som strækker sig fra Tel Aviv til Jerusalem.
Petah Tiqwa blev grundlagt i 1878. Efter den 1. verdenskrig begyndte kolonien at vokse og fik i 1973 status som by.
I dag er Petah Tiqwa blandt de største byer i Israel.
Petah Tiqwa har ca. 180.000 indbyggere.